# Élections générales sud-africaines de 1921
Les élections générales sud-africaines du 8 février 1921 sont les quatrièmes élections législatives organisées en Union d'Afrique du Sud depuis la constitution du Dominion en 1910. 

Ces élections anticipées ont lieu moins d'un an après celles de mars 1920 et visent à conforter électoralement la fusion réalisée entre le parti sud-africain et le parti unioniste pour gouverner le pays. 
Finalement, l'objectif est atteint tandis que le parti national de James B. Hertzog perd sa place de première force politique de la chambre de l'assemblée du parlement. 
La victoire du parti sud-africain conforte la position politique de Jan Smuts, lui permettant d'avoir une confortable majorité à l'assemblée bien qu'il n'ait pas obtenu la majorité absolue des voix.

## Mode de scrutin
La chambre de l'assemblée du parlement sud-africain compte 134 sièges en 1921. 
En application du South Africa Act de 1910, le suffrage électoral est réservé aux hommes blancs âgés de plus de 21 ans. Selon les modalités définies dans chaque province, des restrictions censitaires relatives aux revenus et aux biens subsistent cependant pour cette catégorie de population. Dans la province du Cap, un système de franchise électorale non raciale, hérité de la colonie du Cap et basé sur l'instruction, le salaire et la propriété, permet aux hommes de couleurs (coloureds et noirs) de bénéficier également du droit de vote et d'émarger sur les mêmes listes électorales que les blancs. Un système similaire plus restrictif existe aussi au Natal. 

Le mode de scrutin appliqué depuis la formation de l'Union d'Afrique du Sud est celui du scrutin uninominal majoritaire à un tour. Son avantage est de permettre l'élection d'un candidat qui aura obtenu le plus de voix sur sa circonscription électorale mais son principal défaut est aussi de permettre l'élection d'un candidat qui peut se révéler minoritaire quand il n'a pas obtenu plus de 50 % des voix. 
La délimitation des circonscriptions électorales est celle réalisée en 1919. 
| Provinces        | province du Cap | Natal | État libre d'Orange | Transvaal | Total |
| ---------------- | --------------- | ----- | ------------------- | --------- | ----- |
| Nombre de sièges | 51              | 17    | 17                  | 49        | 134   |

## Forces politiques en présence
Le Parti sud-africain (SAP) est au pouvoir depuis 1910. C'est un parti modéré, dont l'objectif est de favoriser la réconciliation politique, économique et sociale entre blancs anglophones et les Afrikaners. Il vient de fusionner avec le parti unioniste pro-britannique. 
Le Parti national (NP) s'est constitué en 1914 sur un programme pro-Afrikaans d'indépendance nationale teintée de républicanisme. Il est favorable à un renforcement de la ségrégation raciale sur le marché du travail, notamment dans les grands centres industriels du Witwatersrand. Son programme reste L'Afrique du Sud d'abord (South Africa First). 
Les quelques partis noirs existant comme le congrès national africain ne concourent pas à ces élections et leurs aspirations ne sont pas un sujet électoral pour les partis blancs. 

## Contexte électoral
Ces élections anticipées ont pour but de mettre fin à la fragmentation politique des groupes de la majorité parlementaire et à assurer à Jan Smuts une majorité au sein de l'électorat sud-africain. 

## Résultats
Au soir du 8 février 1921, avec une participation électorale de 55,8 % des électeurs inscrits, le Parti sud-africain remporte une nette victoire sur le parti national, s'emparant de la totalité des sièges anciennement acquis aux unionistes auxquels s'ajoutent une dizaine de sièges grappillés aux travaillistes et aux indépendants. Le parti national n'obtient qu'un seul siège supplémentaire.